# Формоза (гора)
Пик Формоза (англ. Formosa Peak) — гора в Восточно-Капской провинции на юге ЮАР, высочайшая вершина прибрежного хребта Цицикамма. Находится на территории мегазаповедника Бавиаансклуф.

## История

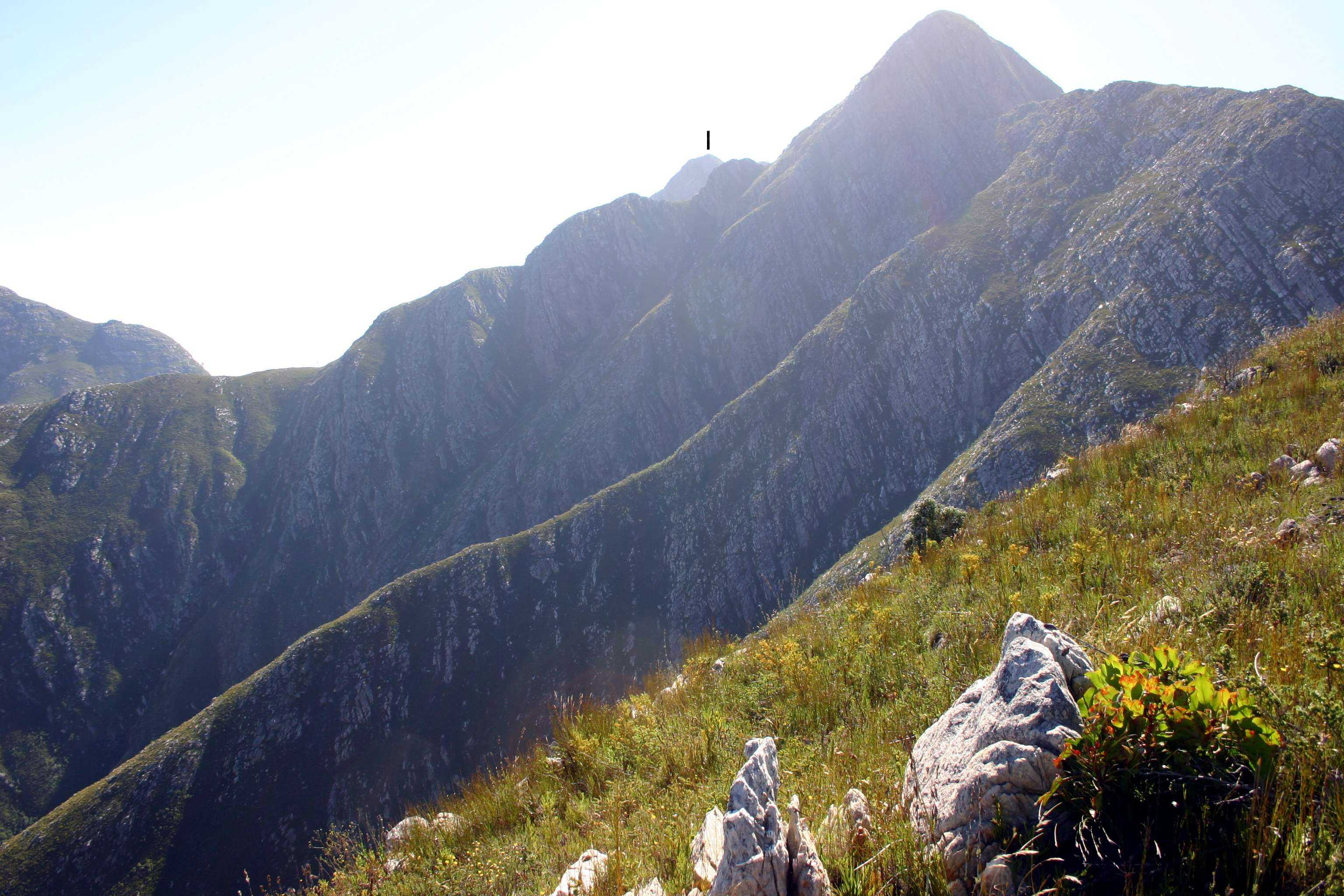
Вид на гряду хребта Цицикамма, ведущую к пику Формоза (отмечен)

Впервые пик был нанесён на карту в 1576 году во время плавания португальского мореплавателя и картографа Мануэля де Мескита Перестрело, когда его корабль зашёл в залив Плеттенберг, который он назвал Bahia Formosa, «красивый залив». Пик, который виден из бухты, был назван Формозой более ранним португальским исследователем Бартоломеу Диашем в 1488 году. Это название было преобразовано в Мозес, название, которое до сих пор используется для региона к северу от горы. Перестрело, оставшийся в живых после крушения португальского каррака в 1554 году, «Сан-Бенту» у Мсикабы на Диком берегу, написал отчёт о катастрофе.

## Восхождение
Пик Формоза возвышается над окружающей местностью и благодаря потрясающим открывающимся видам с горы является популярным местом для пеших прогулок. Обычно дорога идёт с севера через долину Лангклуф по фермерским тропам. Хотя маршрут технически не сложный и требует только преодоления препятствий, он проходит по узкому гребню с крутыми обрывами с обеих сторон и на некоторых участках падение может оказаться фатальным.